# Gewone blinker
De gewone blinker (Heliophanus flavipes) is een spinnensoort uit de familie springspinnen (Salticidae). De soort komt voor in het Palearctisch gebied, inclusief België en Nederland.